# Cine 4D

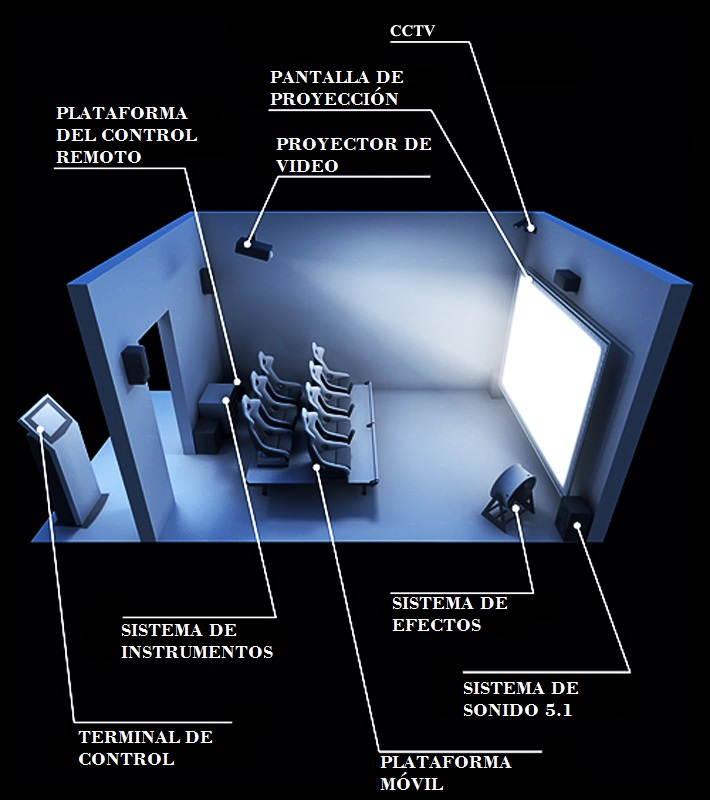
Diagrama de una sala de cine 4D.

El cine 4D es un sistema de proyección de películas que recrea en la sala de proyección las condiciones físicas que se ven en la pantalla, como niebla, lluvia, viento, sonidos más intensos u olores, así como vibraciones en los asientos y otros efectos, con el objetivo de generar una mayor inmersión del público con respecto a una sala tradicional.
Las salas de cine en 4D pueden proyectar tanto en formato 3D como en formato 2D (el formato común sin necesidad de lentes 3D).

## Historia del cine 4D
El objetivo de conseguir una mayor inmersión del espectador en la película no aparece con el Cine 4D, ya que en el cine clásico ya se pueden resaltar ejemplos de directores que buscaron métodos y efectos visuales para conseguirlo. Uno de ellos es William Castle, director, productor y actor estadounidense, que ya introdujo en algunas de sus proyecciones efectos visuales y trucos para asustar y sorprender al espectador. Por ejemplo, durante una proyección de su película La casa de la colina encantada (1958), un esqueleto humano sobrevoló la sala y en Escalofrío (1959) mandó sentar a los espectadores en butacas que les provocaran descargas eléctricas. Más tarde, apareció la tecnología Smell-O-Vision, un sistema que libera determinados olores en una sala de cine, en ese momento, a través del sistema de ventilación de la sala. La primera película en utilizar esta técnica fue OromaRama, seguida de Scent of Mistery (1960), donde las fragancias eran despedidas desde los propios asientos 
En 1974, se intentó conseguir la inmersión del espectador a través de una mejora de los sistemas de sonido. La película Terremoto (1974) se proyectó acompañada de un novedoso sistema de altavoces que incrementaron la sensación de realismo del filme. Aun así, aunque la película tuvo una buena acogida, esta experiencia de sonido no. En 1981, Jonh Waters presentó la película Polyester, la cual se proyectaba acompañada de efectos de olor gracias a la técnica desarrollada por su propio director, Odorama, muy parecida a la anterior Smell-O-Vision. 
No fue hasta 1984 cuando apareció la que es considerada la primera sala de cine 4D llamada The Sensorium creada por Gary Goddart Entertainment en el parque de atracciones Six Flags, situado en Baltimore, EE. UU. Esta atracción fue pionera en el ámbito del cine 4D, ya que luego sería imitada por muchos otros parques temáticos, incluso en la actualidad. La sala ofrecía a los visitantes una proyección acompañada de asientos que vibraban, fomentando así la inmersión del público.
Fue a partir de la creación de The Sensorium cuando otros parques quisieron acoger también una experiencia en 4D. Un ejemplo destacable es el de Disney World en Hollywood, que en 1986 presentó Captain EO, una película dirigida por Francis Ford Coppola, producida por George Lucas y protagonizada por Michael Jackson creada especialmente para ser proyectada en una sala de cine 4D en el parque y equipada con láseres, humo y otros efectos visuales para acompañar la película. En el mismo parque de atracciones, en 1991 se estrena Muppet-Vision 3D, una experiencia que mezcla diferentes efectos como pompas de jabón o agua y el que podría ser considerado como el primer 3D de la historia. En 1994 y con un efecto 3D mucha más consolidado y eficaz, las películas Cariño, he encogido a los niños y Cariño, he agrandado al niño se trasladan a las salas 4D, que combinan un sistema de movimiento de las butacas y el 3D
A partir del éxito que este tipo de experiencia obtuvo en los parques temáticos, la tecnología de proyección 4D se consolidó como un sistema para proyectar películas fuera del circuito comercial, sobre todo en salas especiales de parques temáticos o parques de atracciones. Uno de los motivos de esto son los posibles efectos secundarios que estas salas pueden provocar. Por ejemplo, en una proyección de cine en 4D en el National Sea Life Centre de Birmingham, el realismo conseguido con combinación de la vibración y movimiento de los asientos con la imagen en 3D causó mareos entre el público.
En 2009 la cadena surcoreana de exhibición cinematográfica CJ-CGV comenzó a exhibir películas 4D en una sala de 88 asientos, con Viaje al centro de la tierra (2008), a la que siguieron nueve películas más el mismo año; tras el éxito de la proyección de Avatar, la compañía coreana abrió tres salas más. En octubre de 2010 se anunció «el primer gran experimento con esta tecnología», el reestreno de Pesadilla antes de Navidad, de Tim Burton, en el cine El capitán, en Los Ángeles.

## El cine 4D en Latinoamérica
Desde septiembre de 2011, con el reestreno de Avatar, la tecnología se encuentra disponible en México en algunas salas de la compañía Cinépolis. A partir de 2013 la cadena de cines CineMexicani inició su incursión al mercado de cines 4.5D. En 2012 fue emitida Mini Espías 4 y los Ladrones del Tiempo, que fue emitida en 4.5D y con Aroma-Scope.
En 2012, Cinépolis inauguró su primera sala 4DX en Sudamérica, en la ciudad de São Paulo, Brasil.
En 2013, la cadena Cine Hoyts abrió una sala 4DX en Chile. 
En  2013 en el Cinex Tolón, en Caracas, Venezuela, se inauguró una sala de cine con dicho formato, para el estreno de la película Los Pitufos 2.
En 2013 se abrió en Lima, Perú, la Sala Cinépolis 4DX y en Caracas, Venezuela, la Sala Cinex San Ignacio. En diciembre del mismo año se inaugura la sala 4DX en Bogotá, Colombia, ubicada en el Centro Comercial Calima, la cual cuenta con tecnología coreana cuya inversión fue de aproximadamente 2 millones de dólares.
En 2014 se abrió una Sala Dinamix 4D en Barranquilla, Colombia, y dos salas más Dinamix 4D en la ciudad de Bogotá, Colombia. En abril de 2015, se abrió una nueva sala en Cali, Colombia. Adicionalmente, existe una sala 4D en el Parque nacional del Chicamocha.
En 2015 la empresa argentina Lumma presenta 4D E-Motion, el primer desarrollo latinoamericano con tecnología propia en sistema de cines 4D. En este mismo año en la Ciudad Colonial, República Dominicana, se estrena "The Colonial Gate 4D Cinema", el primer cine 4D del Caribe y el primero a nivel mundial que permite al visitante escuchar la película en 9 idiomas simultáneamente. Los idiomas son español, inglés, portugués, italiano, francés, alemán, ruso, mandarín y japonés. 
En marzo de 2016 abre la primera sala de cine 4D de Argentina con sistema 4D E-Motion para cines Multiplex en el complejo Shopping Palmas del Pilar, en la ciudad de Pilar, Provincia de Buenos Aires, Argentina. Se inauguró con el estreno de la película Kung Fu Panda 3 y Batman v Superman: Dawn of Justice. Lumma instaló su segundo cine 4D E-Motion en el Parque Comercial Avellaneda, en la ciudad de Avellaneda, Provincia de Buenos Aires, con la empresa Village Cines. En diciembre de 2016, Lumma continuó con más aperturas de salas 4D E-Motion, en Village Cines Rosario, en la ciudad de Rosario, Provincia de Santa Fe, y Multiplex Canning, en la ciudad de Canning, Provincia de Buenos Aires, con la película Rogue One: una historia de Star Wars. El 31 de agosto de 2017, Lumma abrió una sala en los cines Gran Rex en la Ciudad de Córdoba (la primera de la Provincia de Córdoba) con la proyección de Annabelle: Creation. Actualmente, Lumma se encuentra fabricando más salas para Argentina y el Mercosur.
En mayo de 2023, en la ciudad de La Paz, Bolivia,  se inauguró la primera sala 4DX de la mano de Multicine, una de las principales cadenas de cine en el país, en julio de ese mismo año Cine Center en la ciudad de. Cochabamba abrió la segunda sala y en noviembre la tercera sala en Santa Cruz de la Sierra.

## El cine 4D en España
En España, el sistema 4D, se pueden encontrar sobre todo en parques temáticos, de atracciones o centros de ocio y entretenemiento similares, siendo presentados como experiencias cortas y no tanto para presentar largometrajes. El ejemplo con más renombre es el del cine 4D ubicado en L'Oceanogràfic de Valencia, cuya apertura en 2017 lo convirtió en la sala con esta tecnología más grandes del país. Situado en el auditorio Mar Rojo del complejo, este cine 4D de 190 localidades pone a disposición de los visitantes dos películas diferentes, una destinada a un público más infantil con una duración que no supera los 10 minutos (20 000 leguas de viaje submarino) y otra al público adulto con una duración de 20 minutos (Huracán).
Otros ejemplos de cine 4D en España son la sala Dididado, situada en el Parque de atracciones del Tibidabo en Barcelona y estrenada 2012; la atracción Cine 4D del Parque de atracciones de Madrid o la sala Templo de Kinetos en el parque temático Terra Mítica situado en Benidorm. Todas estas salas ofrecen una experiencia envolvente a través de sistema de proyección 3D, movimiento de butacas y efectos sonoros y ambientales.
En diciembre de 2017 la compañía Kinépolis abre la primera sala 4DX en su complejo de Ciudad de la imagen, Madrid.